# 阿瑞克·霍爾曼
阿瑞克·傑瑞邁亞·霍爾曼（英語：Aric Jeremiah Holman，1997年7月11日—）為美國男子籃球運動員，現效力於台灣職業籃球大聯盟福爾摩沙夢想家。
2014年11月就讀歐文斯伯勒高中十二年級的霍爾曼決定推遲一年投入大學籃球，規劃參加預科學校以及重新分類為2016梯次。2015年5月霍爾曼放棄就讀預科學校的想法，決定與密西西比州立大学簽下意向書。霍爾曼四年下來總計替密西西比州立大学出賽124場，場均表現為8.3分、5.6籃板。2019年投入NBA選秀但沒獲得任何球隊的青睞，之後代表洛杉矶湖人參加七場夏季聯賽，2019-20賽季效力於達拉斯獨行俠NBA G聯盟所屬球隊德克萨斯传奇，霍爾曼出賽40場，場均可攻下9.7分、4.5籃板。霍爾曼於2020年8月與德國球隊乌尔姆通益制药簽下一年合約，整季出賽了54場，場均貢獻6.5分、4.4籃板。
2022年8月3日，維洛納斯卡利傑拉宣布與霍爾曼簽約。2023年2月9日，華沙軍團宣布霍爾曼加盟事宜。2024年5月30日，班加西勝利簽下霍爾曼。8月14日，台灣職業籃球大聯盟福爾摩沙夢想家宣布簽下霍爾曼。
2025年7月18日，福爾摩沙夢想家宣布與霍爾曼完成續約。

## 外部連結
- 阿瑞克·霍爾曼在fiba.basketball（英语）
- 阿瑞克·霍爾曼在NBA官網（英语）
- 阿瑞克·霍爾曼在NBA G聯盟官網（英语）
- 阿瑞克·霍爾曼在歐洲籃球聯賽官網（英语）
- 阿瑞克·霍爾曼在意大利篮球甲级联赛官網（意大利语）
- 阿瑞克·霍爾曼在德國籃球甲級聯賽官網（德语）
- 阿瑞克·霍爾曼在台灣職業籃球大聯盟官網
- 阿瑞克·霍爾曼在Basketball-Reference.com（NBA）（英语）
- 阿瑞克·霍爾曼在Basketball-Reference.com（NBA G聯盟）（英语）
- 阿瑞克·霍爾曼在Basketball-Reference.com（國際）（英语）
- 阿瑞克·霍爾曼在Sports-Reference.com（NCAA）（英语）
- 阿瑞克·霍爾曼在ESPN（NBA）（英语）
- 阿瑞克·霍爾曼在Eurobasket.com（球員）（英语）
- 阿瑞克·霍爾曼在Proballers（英语）
- 阿瑞克·霍爾曼在RealGM（球員）（英语）
- 阿瑞克·霍爾曼在Flashscore（英语）
- . Legiakosz.com.   [2024-09-02]. （原始内容存档于2024-09-02）.